# 梓英子
梓 英子（あずさ えいこ、1947年7月28日 - ）は、日本の女優。東京都千代田区出身。八雲学園高校中退。

## 来歴・人物
1964年に森美佐および森美沙の芸名で小森白監督の映画に出演。その後1965年に出演した松竹映画での役名「梓英子」を以後の芸名とする。松竹の青春映画や東映「昭和残侠伝」などに出演。1967年に大映と専属契約し、清純派女優として多くの映画に出演した。1970年以降はテレビドラマで活躍した。
1977年に結婚すると同時に引退した。

## 出演作品

### 映画
- 若いしぶき（1965年8月7日、松竹）
- 昭和残侠伝（1965年10月1日、東映）
- 網走番外地 望郷篇（1965年10月31日、東映）
- 北海の暴れ竜（1966年10月25日、東映）
- 不死身なあいつ（1967年1月14日、日活）
- 今夜は踊ろう（1967年5月13日、大映）
- 恋人をさがそう（1967年5月20日、日活）
- 悪魔からの勲章（1967年7月29日、大映）
- 残侠の盃（1967年12月2日、大映）
- 喜劇 泥棒学校（1968年4月6日、大映）
- 講道館破門状（1968年5月18日、大映）
- 積木の箱（1968年10月30日、大映）
- 千羽鶴（1969年4月19日、大映）
- 尻啖え孫市（1969年9月13日、大映） - 寧々 役
- 眠狂四郎円月殺法（1969年10月4日、大映）
- あゝ海軍（1969年7月12日、大映）
- 女体（1969年10月18日、大映）
- ヤングパワー・シリーズ 大学番外地（1969年11月29日、大映）
- 喜劇 おひかえなすって!（1970年5月16日、大映）

### テレビドラマ
- スパイキャッチャーJ3（1965年、NET）
- ママとおふくろ（1965年、NTV）
- 若者たち 第4話（1966年、CX）
- 名探偵明智小五郎シリーズ 怪人四十面相（1966年4月3日-6月26日、NTV） - 高月早苗
- 青春とはなんだ  第38話「ひとりぽっち君」（1966年10月23日、NTV）
- 泣いてたまるか（1966年4月-1968年3月、TBS）
  - 第19話「豚とマラソン」（1966年11月6日）渥美清主演
  - 第51話「先生台北に飛ぶ」（1967年8月13日）渥美清主演
  - 第69話「お嫁さんやーい」（1968年1月14日）中村嘉津雄主演
- 悲しみよこんにちは （1967年、TBS）
- 何処へ 第10話「友情とスキヤキ」（1967年、NTV）
- ポーラ名作劇場 / 春雷（1967年、NTV）
- ザ・ガードマン 第143話「マッチ売りの少女は大晦日に死ぬ」（1967年12月29日、TBS）
- 銭形平次 （CX）
  - 第78話「卍鍵」（1967年）
  - 第126話「錦絵秘聞」（1968年）
- 竜馬がゆく（1968年、NHK）
- ローンウルフ 一匹狼 第29話「命ある限り」（1968年、NTV）
- 五人の野武士 第7話「誇り高き男たち」（1968年、NTV）
- かみなり三代（1968年 - 1969年、NTV） - 上条牧子
- S・Hは恋のイニシァル（1969年、TBS）
- 水蜜桃は青かった（1969年、NET）
- すかぶら大将（1969年、CX）
- 水戸黄門 第1部 第12話「娘の命一千両・堺」（1969年10月20日、TBS） - おみち
- 樅ノ木は残った（1970年、NHK）
- 東芝日曜劇場 / ダンプかあちゃん その2（1970年、HBC）
- 宮本武蔵（1970年、NET）
- 恋人はLサイズ（1970年、CX）
- 男は度胸（1970年、NHK）
- 恋愛術入門 第2話「男嫌い 女きらい」（1970年、TBS）
- ただいま同居中 （1970年、TBS） - 葉子
- 大忠臣蔵（1971年、NET）
- 清水次郎長（1971年、CX） - お蝶
- 大いなる旅路（1972年、NTV）
- 銀河テレビ小説 / 楡家の人びと（1972年、NHK）
- にんじんの詩（1972年、NET）
- 必殺仕掛人 第16話「命かけて訴えます」（1972年、ABC） - おいね
- 長谷川伸シリーズ / 中山七里（1972年、NET）
- 二人の素浪人 第15話「渋川宿の陰謀をあばけ」（1972年12月9日、CX） - お柳
- 陽はまた昇る（1973年、CX） - 敬子
- どてらい男（1973年 - 1977年、KTV） - 茂子
- 朝の連続テレビ小説 / 風見鶏（1977年 - 1978年、NHK）

### バラエティ番組
- NTV紅白歌のベストテン（日本テレビ） - 紅組総合司会